# IrAero
IrAero (en ruso: ИрАэро) es una aerolínea establecida en Irkutsk, tiene su base en el Aeropuerto Internacional de Irkutsk, y bases secundarias en el Aeropuerto de Omsk-Tsentralny, el Aeropuerto Internacional de Yakutsk y en el Aeropuerto Internacional de Magadán-Sokol. Opera vuelos regulares y chárters de pasajeros y carga a nivel doméstico e internacional.

## Historia
La aerolínea se fundó en 1999 como una aerolínea regional de carga que trabajaba principalmente para las compañías petroleras que operaban en la zona, principalmente Gazprom y LUKoil. El año siguiente, la aerolínea empezó a operar vuelos de pasajeros tras la adquisición de 4 Canadair Crj-200. En años posteriores, la aerolínea ha aumentado su presencia y popularidad en la región de Irkutsk, tanto que es la principal operadora de vuelos regionales desde el Aeropuerto Internacional de Irkutsk. En el 2003, la aerolínea compró 5 Antonov An-24 para aumentar sus operaciones de carga. Dos años más tarde, en el 2005, adquirió 7 Antonov An-26 en configuración de carga. Posteriormente, en 2010, la aerolínea adquirió un An-26 adicional y ordenó a la fábrica de Antonov En Ucrania, un Antonov An-140 de corto alcance para sus rutas nacionales. En octubre de 2011, IrAero firmó un contrato con la fabricante Irkut para la adquisición de 10 aparatos MS-21 de medio alcance, los cuales se espera que se entreguen a mediados de 2017

## Flota

### Flota Actual

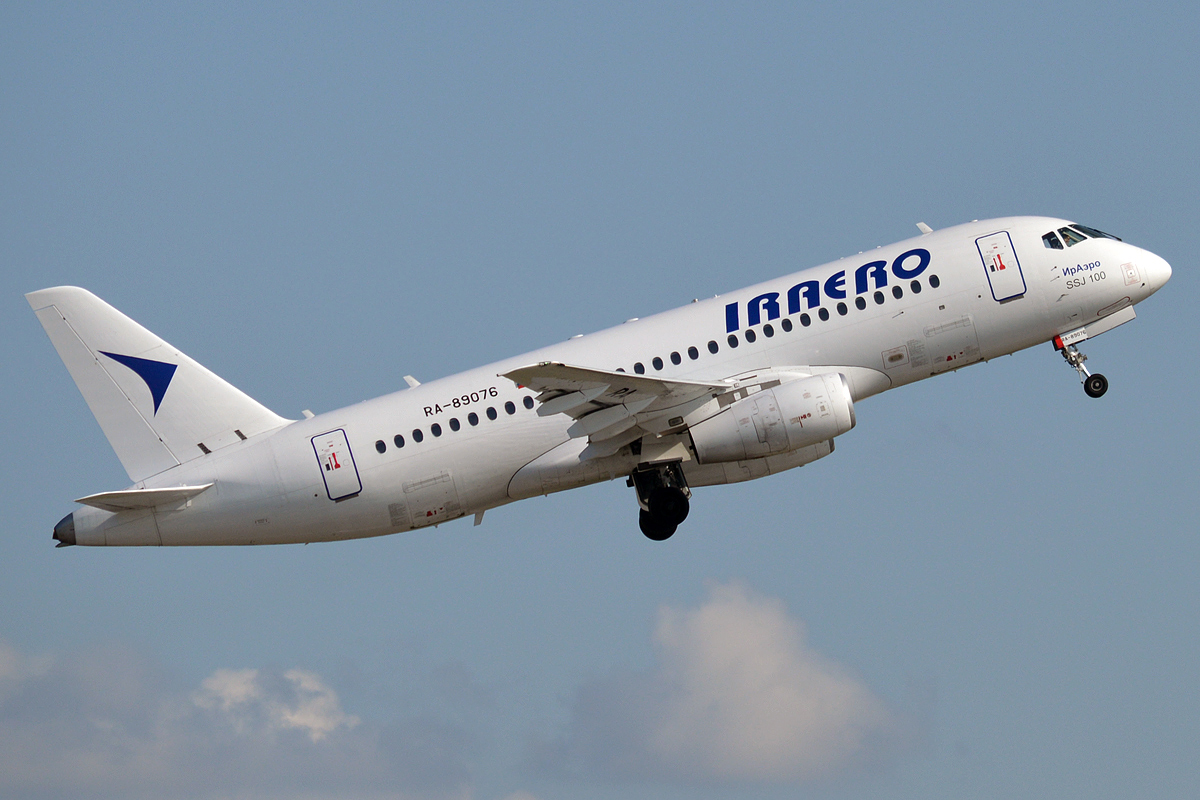
Sukhoi Superjet 100 de IrAero

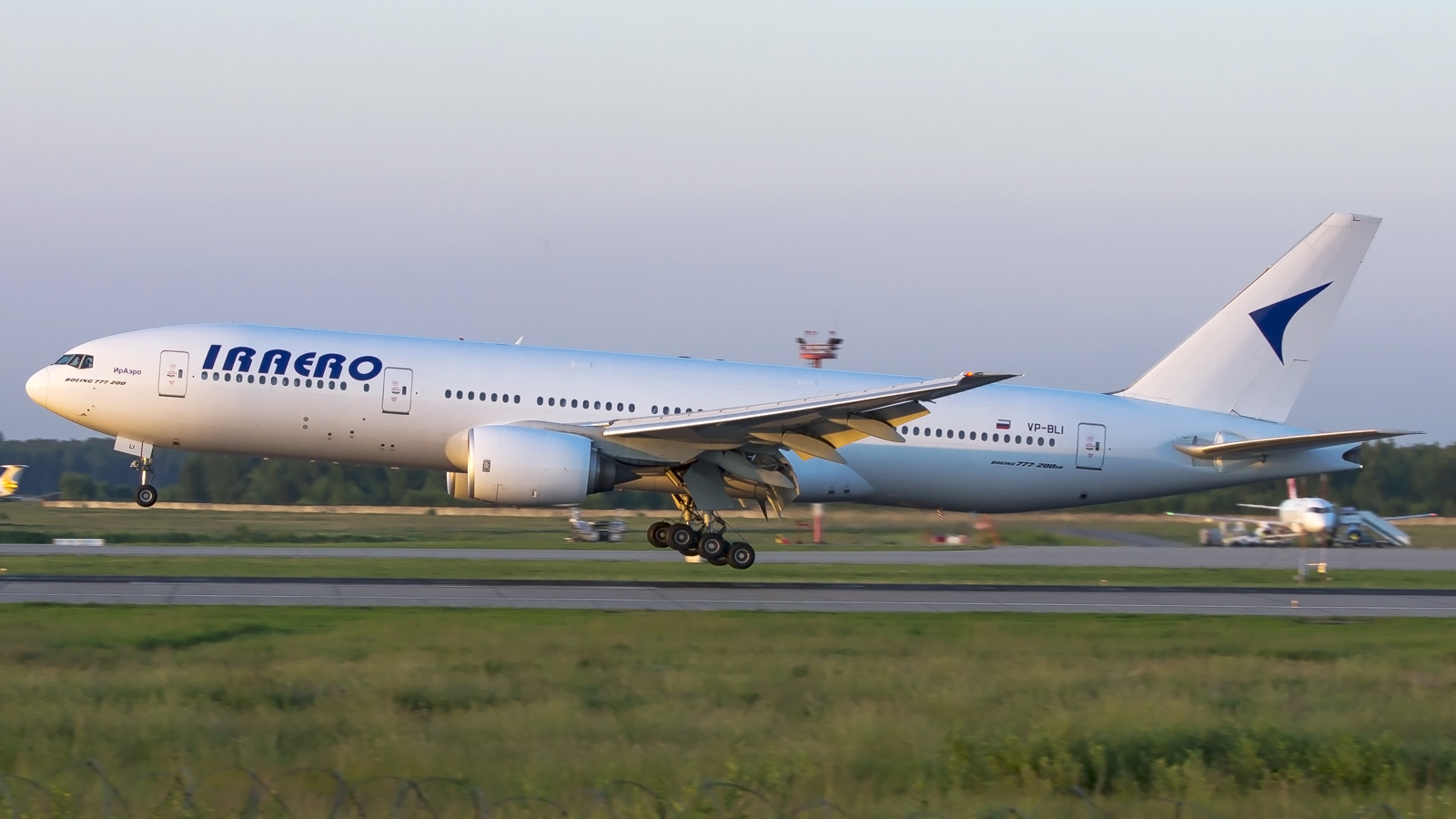
Boeing 777-200ER de IrAero

La flota de IrAero consiste en las siguientes aeronaves con una edad promedio de 9.7 años (marzo de 2022):
| Aeronave            | En servicio | Pedidos | Pasajeros | Pasajeros | Pasajeros | Notas    |
| Aeronave            | En servicio | Pedidos | C         | Y         | Total     | Notas    |
| ------------------- | ----------- | ------- | --------- | --------- | --------- | -------- |
| Airbus A319-111     | 1           | —       |           |           |           |          |
| Bombardier CRJ-200  | 1           | —       |           |           |           |          |
| Sukhoi Superjet 100 | 11          | —       | 12        | 81        | 93        |          |
| Irkut MS-21-300     | —           | 10      | TBA       | TBA       | TBA       | EIS-2019 |
| Total               | 13          | 10      |           |           |           |          |

## Accidente
- El 8 de agosto de 2011, un An-24RV de IrAero se salió de la pista cuando realizaba un aterrizaje de emergencia en el Aeropuerto de Blagoveshchensk. No hubo víctimas mortales entre las 36 persona a bordo del avión, pero este quedó inutilizable (Vuelo 103 de IrAero).